# Unmoralische Geschichten
Unmoralische Geschichten (französischer Originaltitel: Contes immoraux) ist ein französischer Episodenfilm des polnischen Regisseurs Walerian Borowczyk, bestehend aus vier erotischen Erzählungen. Er wurde von Argos Films produziert, 1973 uraufgeführt und feierte am 28. August 1974 seine Kinopremiere.

## Titel und Schnittfassungen
Die Wahl des Titels ist eine Anspielung auf den zwischen 1962 und 1972 entstandenen Zyklus der „sechs moralischen Geschichten“ (Six contes moraux) des französischen Filmemachers Éric Rohmer. Ursprünglich beabsichtigte auch Borowczyk, seinen Film aus fünf Episoden und einem Vorfilm zusammenzusetzen und zeigte diese Fassung erstmals und einmalig bei seiner Uraufführung 1973 im Wettbewerb um den belgischen Prix L’Âge d’Or, mit dem der Film im folgenden Jahr auch prämiert wurde. Aber noch im selben Jahr veröffentlichte er den vierzehnminütigen Vorfilm Une collection particulière als separaten Film und die Szenen der ursprünglich dritten Geschichte La véritable historie de la bête du Gévaudan schnitt er heraus um sie als Traumsequenzen für seinen 1975 erschienenen Film Das Biest (La Bête) zu verwenden. Somit umfassten die unmoralischen Geschichten bei ihrer französischen Kinopremiere 1974 einzig vier Episoden. Erst nachdem man 2010 eine Kopie der verschollen geglaubten originalen Schnittfassung der La Bête-Episode wiederentdeckte, wurde eine Restauration der vom Regisseur ursprünglich erdachten Filmversion ermöglicht.

## Synopsis
Die unmoralischen Geschichten beginnen mit einem Zitat aus den Maximes von La Rochefoucauld: L'amour, tout agréable qu'il est, plaît encore plus par les manières dont il se montre que par lui-même.

### Kinofassung
Erste Geschichte: „La marée“
- Prolog: „Julie, ma cousine, avait seize ans, j’en avais vingt, et cette petite différence d’âge la rendait docile à mes commandements.“
- Inhalt: An einem Strand verführt der zwanzigjährige Student André seine sechzehnjährige Cousine Julie zu Fellatio. Bei gleichzeitig einsetzender Flut erklärt er ihr die Wechselseitigkeit der Gezeiten.

Zweite Geschichte: „Thérèse philosophe“
- Prolog: 10 juillet 1890. Les habitants de notre demantent la béatification de Thérèse H., la pieuse jeune fille violée par un vagabond. La Gazette du Dimanche.
- Inhalt: Zu ihrer Bestrafung wird das junge Mädchen Thérèse von ihrer Tante in ein Zimmer deren Landhauses eingesperrt. Dort verbindet Thérèse ihre Hingabe zu Christus mit ihrem Drang nach Sexualität.

Dritte Geschichte: „Erzébet Báthory“
- Prolog: En 1610. La comtesse Erzébet Báthory, accompagnée de son page, visite les villages et hameaux de son comtat de Nyitra en Hongrie. La comtesse Báthory organise une orgie où sacrifiées des jeunes filles.
- Inhalt: Die ungarische Gräfin Erzsébet Báthory entführt die Jungfrauen ihrer Grafschaft auf ihr Schloss. Nachdem sie mit ihnen orgiastische Feste gefeiert hat, badet sie in deren Blut, bis sie von ihrem getreuen Diener, hinter dessen Identität sich tatsächlich ihre Geliebte verbirgt, verraten wird.

Vierte Geschichte: „Lucrezia Borgia“
- Prolog: En 1498. Lucrezia Borgia, accompagnée de son mari Giovanni Sforza, rend visite à son père, le pape Alexandre VI et à son frère, le cardinal Cesare Borgia. Le dominicain Hyeronimo Savonarola dénonce la vie dissolue du milieu ecclésiastique.
- Inhalt: Lucrezia Borgia besucht mit ihrem Ehemann, Giovanni Sforza, ihren Vater, den Papst Alexander VI., und ihren Bruder, Kardinal Cesare Borgia. Nachdem ihr Mann von ihrer Familie beseitigt wurde, gibt sich Lucrezia ihrer inzestuösen Leidenschaft zu Vater und Bruder hin. Vor dem Papstpalast predigt der Dominikaner Savonarola gegen den sittlichen Verfall der Kirche, während er zugleich verbrannt wird.

### Limited Edition
Vorfilm: „Une collection particulière“
- Inhalt: André Pieyre de Mandiargues als Erzähler präsentiert skurrile Erotika des Empire und der Belle Époque.

Dritte Geschichte: „La Bête (La véritable historie de la bête du Gévaudan)“
- Prolog: „En 1765. Un monstre, la bête de Gévaudan, sème la terreur en France, dans le Massif Central.“
- Inhalt: Ein Mädchen wird von der Bestie des Gévaudan vergewaltigt, doch wird ihre erwachende sexuelle Unersättlichkeit der Bestie zum Verhängnis.

## Verschiedenes
- Der Film war bis Januar 2010 in Deutschland indiziert, lief aber beispielsweise 1999 im TV[1].
- Die erste Geschichte (La marée) stammt aus der Werksammlung Mascarets des Schriftstellers André Pieyre de Mandiargues.
- Die Darstellung der Erzébet Báthory stellt die einzige Schauspielarbeit von Paloma Picasso dar.
- Fabrice Luchini hatte 1970 in Claires Knie mitgespielt, der vorletzten von Rohmers „moralischen Geschichten“.
- Borowczyk hatte die Rolle der Julie zuerst der damals noch unbekannten Isabelle Adjani angeboten, die aber aus Angst, danach nur noch Rollenangebote für Sexfilme zu bekommen, ablehnte.
- Der Titel Thérèse Philosophe verweist auf ein im späten 18. Jahrhundert populäres gleichnamiges pornographisches Buch (1748).
- Der in La Bête gezeigte Pavillon befindet sich am Eingang des Parc de Bagatelle im Bois de Boulogne und wurde 1775 als Ergebnis einer Wette zwischen Marie-Antoinette und dem Comte d’Artois errichtet.
- Das in La Bête zu hörende Cembalostück ist die Sonate in A Dur (K. 209) von Domenico Scarlatti, eingespielt von Huguette Dreyfus, die über die Verwendung ihrer Aufnahme für diesen Film nicht erfreut gewesen sein soll.
- Papst Alexander VI. und dessen Sohn Cesare Borgia werden von dem italienischen Dokumentarfilmer Mario Ruspoli (* 1925; † 1986), einem bekennenden Anti-Katholiken, und dessen Sohn Fabrizio Ruspoli dargestellt, die sich dafür die Pseudonyme ‚Jacopo Berinizi’ und ‚Lorenzo Berinizi’ zulegten.
- Lucrezia-Darstellerin Florence Bellamy hatte zuvor noch die Rollen in La Béte und des Istvan in Erzébet Bathory abgelehnt.

## Auswertungen auf DVD und Blu-ray Disc
Von Unmoralische Geschichten liegen mit dem Titel Immoral Tales zwei englische Veröffentlichungen auf DVD der Labels Anchor Bay Entertainment (2000) und Nouveaux Pictures (2003) vor. 2005 folgte von ARTE France Vidéo eine französische DVD-Auswertung.
2011 wurde Unmoralische Geschichten in Deutschland von dem Label Bildstörung in zwei Ausführungen sowohl auf DVD als auch auf Blu-ray Disc veröffentlicht. Die Special Edition enthält neben der Kinoversion auch den Vorfilm Une collection particulière. Die Limited Edition wurde weiterhin um die Episode La véritable historie de la bête du Gévaudan als dritte Geschichte ergänzt, die aus den für Die Bestie (La Bête) verwendeten Szenen rekonstruiert wurde. Damit umfasst diese Edition also jene von Walerian Borowczyk ursprünglich vorgesehenen sechs Geschichten, welche auch bei der Uraufführung 1973 gezeigt wurden. Zusätzlich enthält die Limited Edition eine Bonus-DVD/BD mit Hintergrund- und Dokumentationsmaterial zum Film sowie ein Booklet mit Auszügen aus Daniel Birds Obscure Pleasures. Beide Editionen erhielten von der freiwilligen Selbstkontrolle der Filmwirtschaft keine Jugendfreigabe (FSK 18).

## Weblink
- Unmoralische Geschichten bei IMDb